# Балака (дистрикт)
Балака (енг. Balaka) је један од дистрикта у Јужном региону Малавија. Дистрикт заузима површину од 2.193 километара квадратних и има популацију од преко 310.000 становника, које се сваке године повећава за око 2,3%. Главне атракције су: католичка црква Светог Луиса Монфорта, пољопривредно предузеће Толеза, стручни комплекс Андаимо и Чифундо занатлијски нетворк. Седиште дистрикта је истоимени град - Балака.
Постоје четири народноскупштинских изборних јединица:
- Централно-источна Балака
- Јужна Балака
- Северна Балака
- Западна Балака